# Parc naturel de Cadi-Moixero
Pour les articles homonymes, voir Cadi (homonymie).
Le parc naturel de Cadi-Moixero (Parc Natural del Cadí-Moixeró en catalan,  Parque natural de Cadí-Moixeró en espagnol) est le plus grand parc naturel de Catalogne, en Espagne, et se situe dans le sud-est de la chaîne des Pyrénées. 
Il englobe des massifs de montagne de moyenne et haute altitude comme la Serra del Cadí au nord-ouest, la Serra de Moixeró au nord-est, et du Pedraforca au sud-ouest. Il s'agit d'un espace protégé depuis 1983 et d'une grande diversité florale et faunique, comportant de nombreuses espèces endémiques des Pyrénées.

## Géographie

### Topographie
Administrativement, le parc se situe à cheval sur les provinces de Barcelone, Gérone et Lérida, sur les territoires des comarques (plus ou moins la notion de pays française) de Berguedà, Cerdagne et Alt Urgell. 
Les massifs du parc font partie du contrefort des Pré-Pyrénées, c'est-à-dire des montagnes parallèles à la crête des hauts sommets des Pyrénées, mais de plus basse altitude et constituées de roches sédimentaires. Sont présents dans le parc les massifs de Cadí au nord-ouest, Moixeró au nord-est, et Pedraforca au sud-ouest. Les montagnes de Cadí et Moixeró sont reliées par le col de Tancalaporta (2 357 m), et forment une barrière impressionnante de 30 km de long qui sépare la vallée du Sègre au nord de la source du fleuve Llobregat au sud-est. Le plissement des roches ainsi que l'érosion ont donné au relief un aspect accidenté, comme la face nord du massif de Cadí. Le Pedraforca, montagne à double crêtes parallèles constitue un des attraits majeurs des randonnées en Catalogne. Les plus hauts sommets du parc par massif sont le Vulturó (2 648 m) pour Cadí, le Moixeró (ca) (2 409 m) et le Pollegó Superior (2 506 m) pour le Pedraforca. 
Le parc possède une superficie totale de 41 342 hectares, et constitue une zone protégée depuis 1983, date à laquelle elle a été déclarée parc naturel par décret du 15 juillet 1983 de la Généralité de Catalogne.

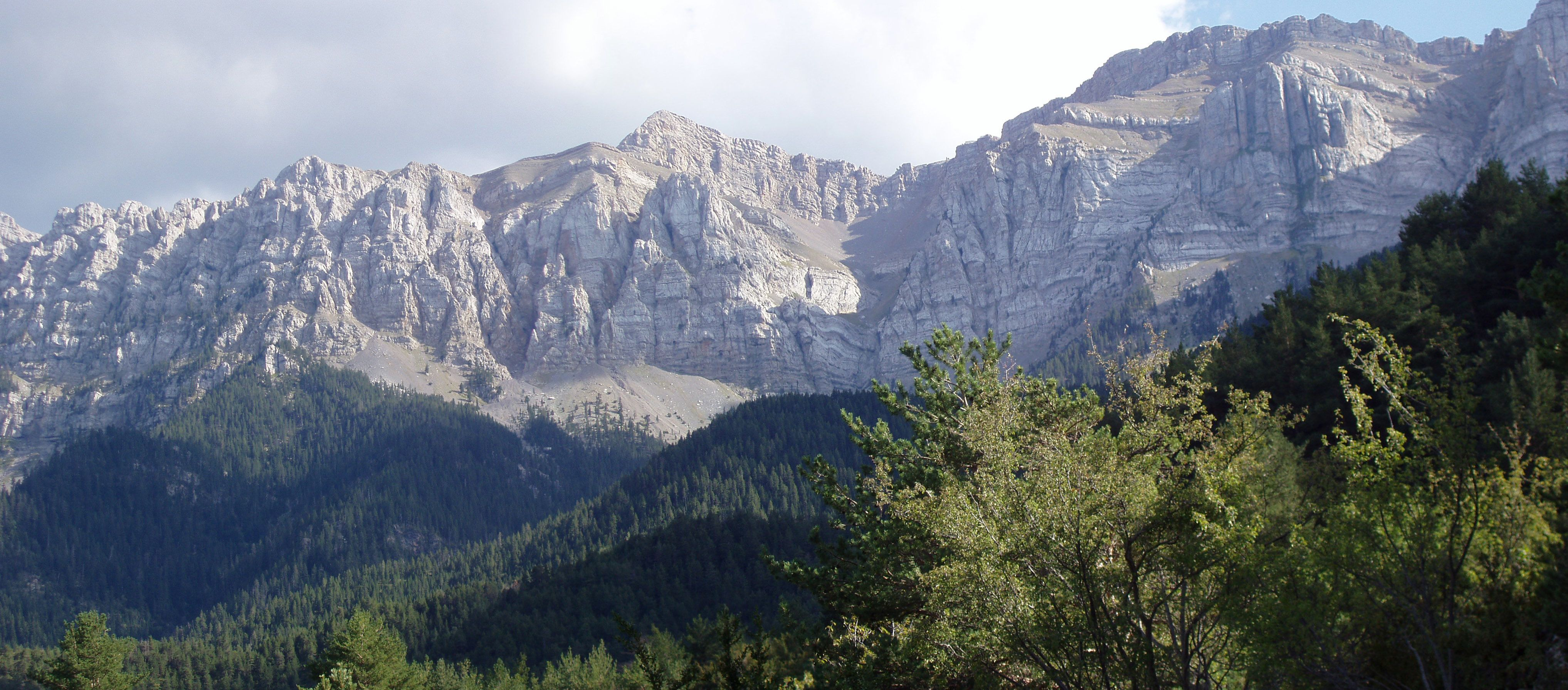
Barre rocheuse de la Serra del Cadí, zone ouest du parc.
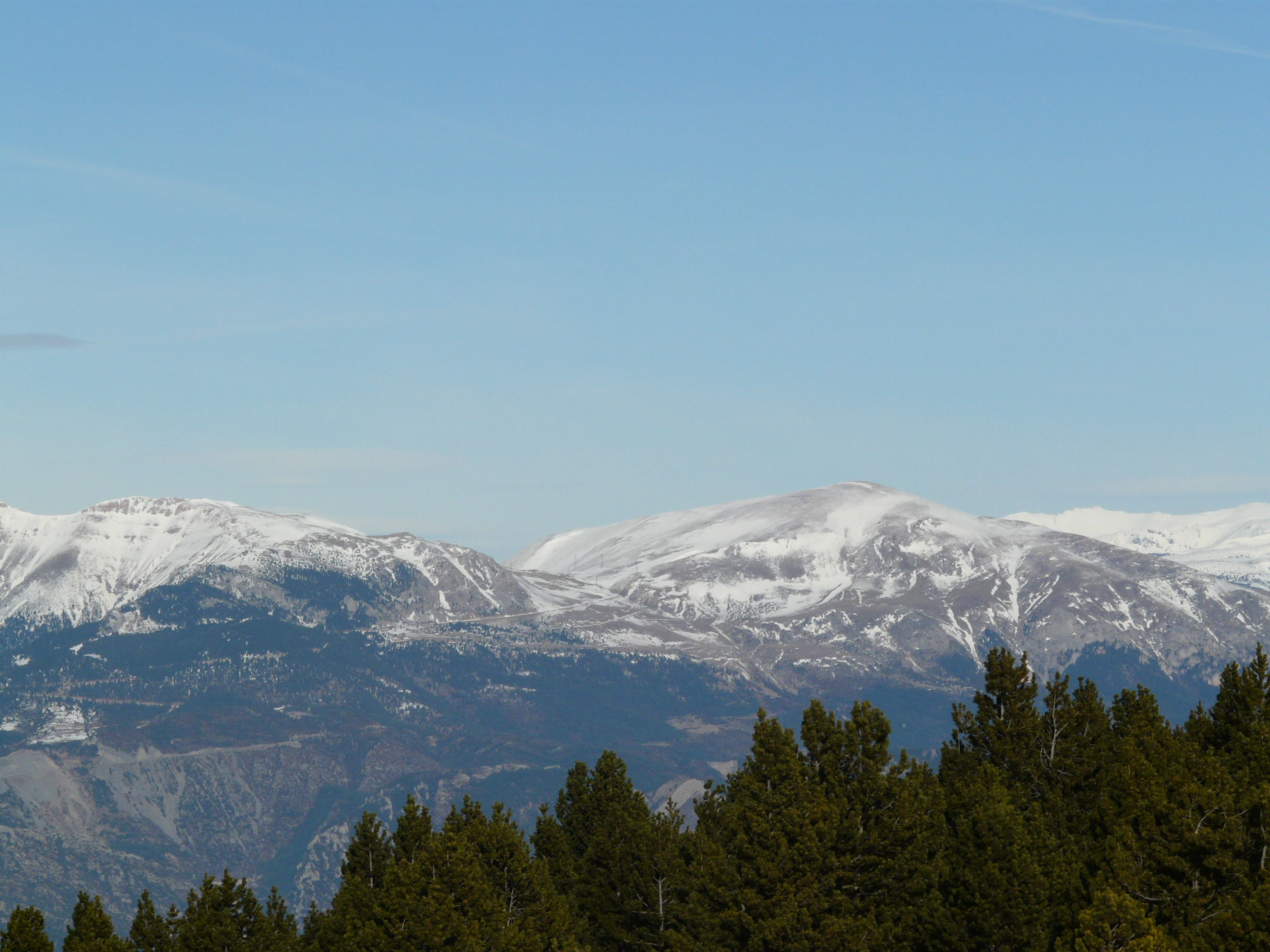
Serra de Moixeró, zone orientale du parc.
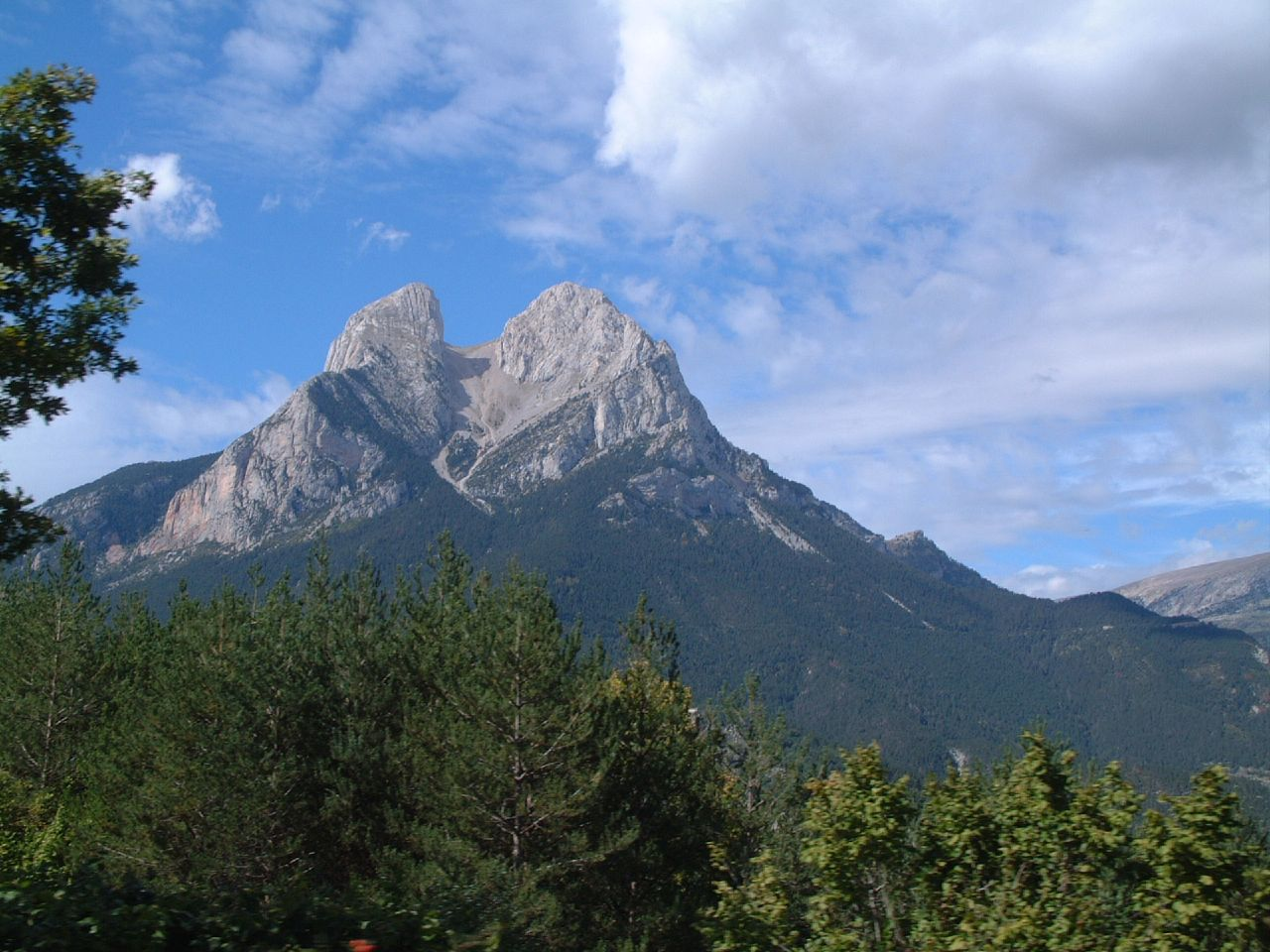
Massif du Pedraforca à double crête en forme de fourche, zone sud-ouest du parc.
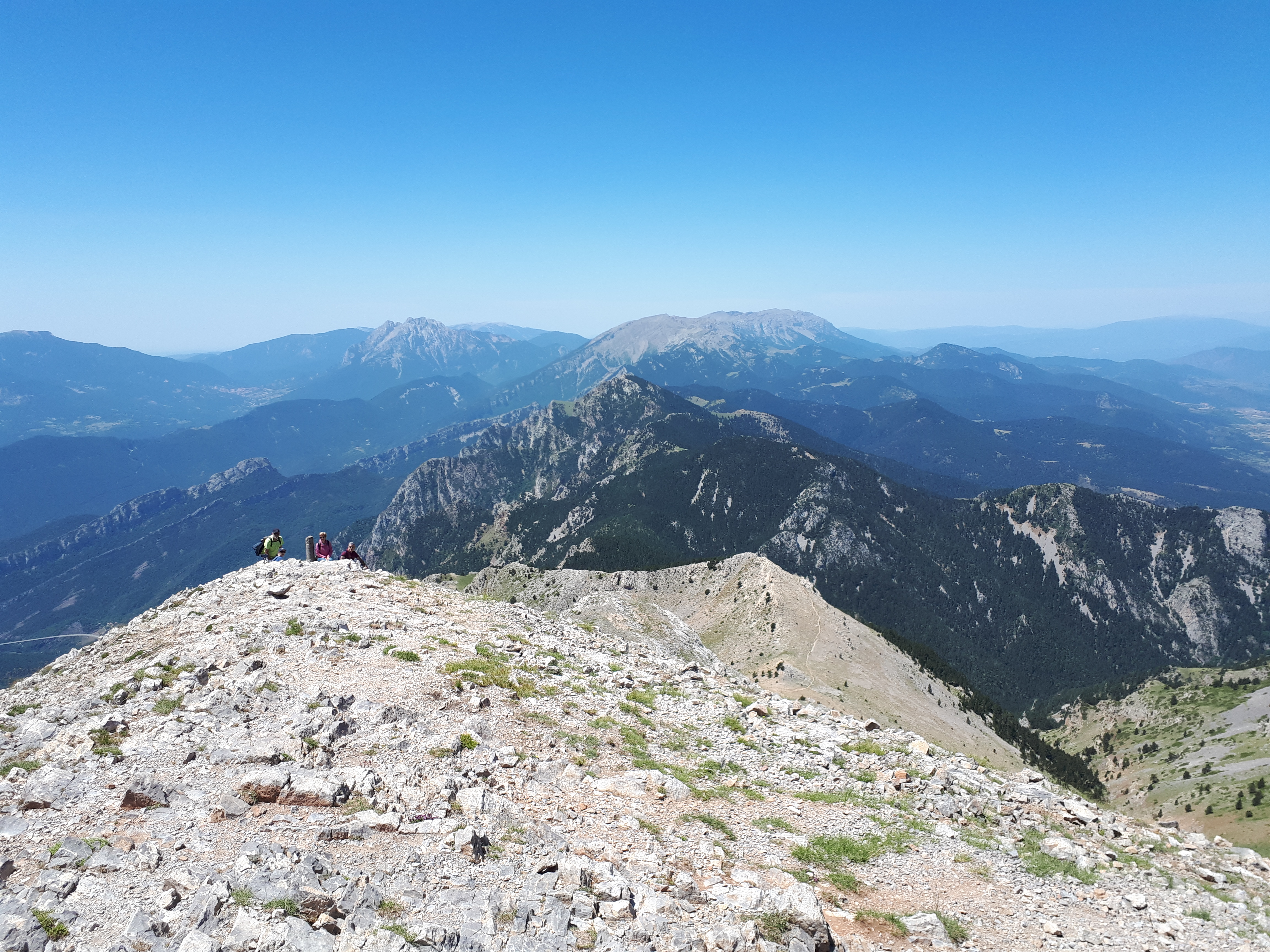
Penyes Altes de Moixeró et Comabona depuis la Tosa d'Alp.

### Géologie

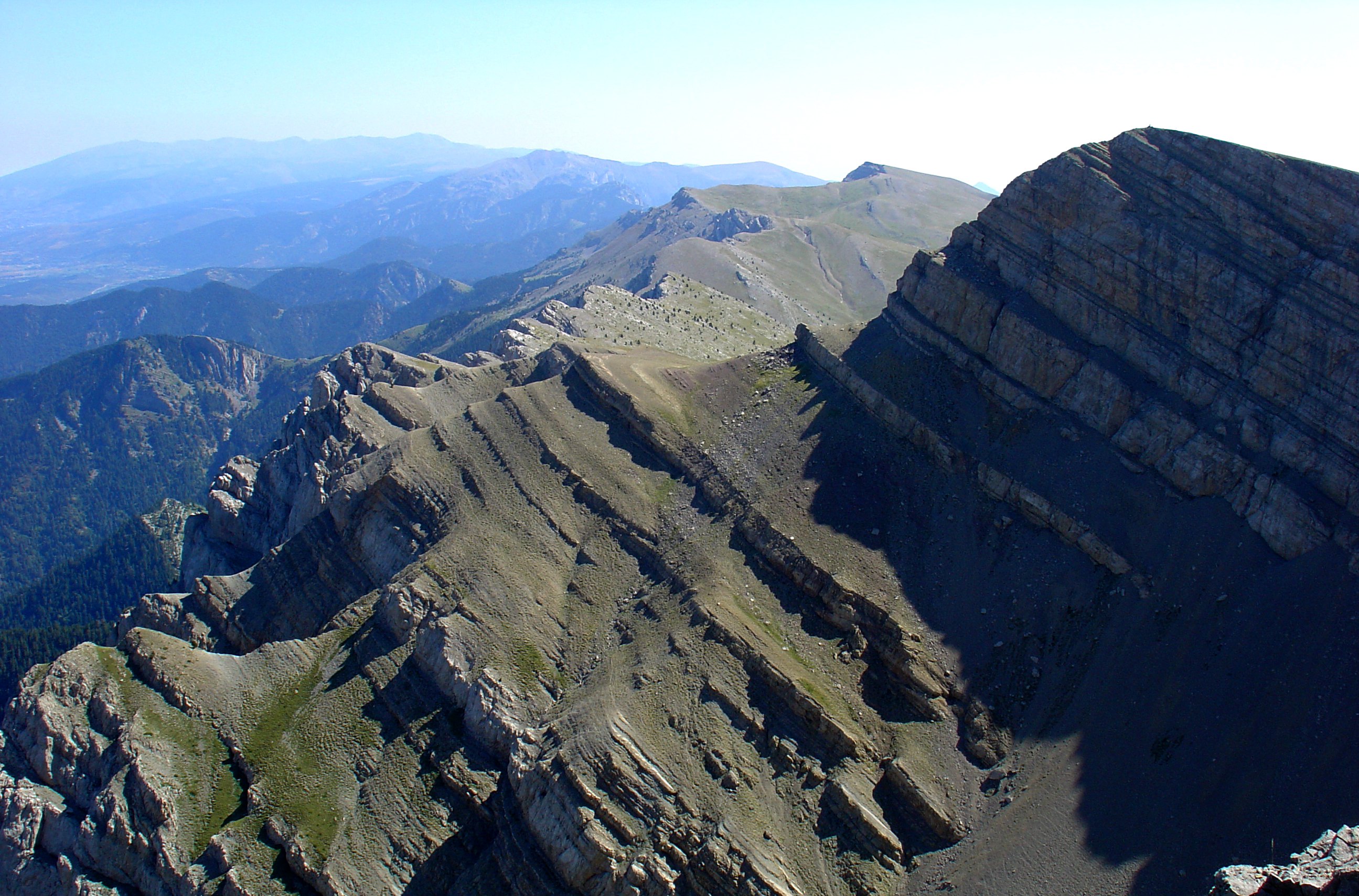
Vue côté nord des strates géologiques de type sédimentaire au pic del Costa Cabirolera (2604 m) mettant en évidence le pendage.

Les roches et les reliefs des massifs donnent de nombreuses informations sur la formation et l'évolution géologique des Pyrénées : les roches sédimentaires, datant principalement de −230 à −46 Ma (Mésozoique et Cénozoïque), sont plissées et remontées durant la formation des Pyrénées vers −40 Ma environ. Le parc offre de nombreux exemples de chevauchements et de plissements tectoniques, en particulier la nappe du Pedraforca datant du Mésozoique, qui chevauche la nappe de Cadí plus récente et datant du Cénozoïque,. Le pendage des strates géologiques est aussi bien visible au niveau occidental du massif de Cadí, dans le nord-ouest du parc. 
Au niveau du relief, la chaîne de Cadí-Moixeró représente l'une des unités structurelles les plus vastes des Pyrénées catalanes, avec près de 30 km à plus de 2 000 m d'altitude. Cette chaîne marque la frontière entre la zone axiale des Pyrénées et la zone sud-pyrénéenne : si elle fait bien partie des Pré-Pyrénées, le bas du versant-nord comporte des terrains métamorphiques de la zone axiale.

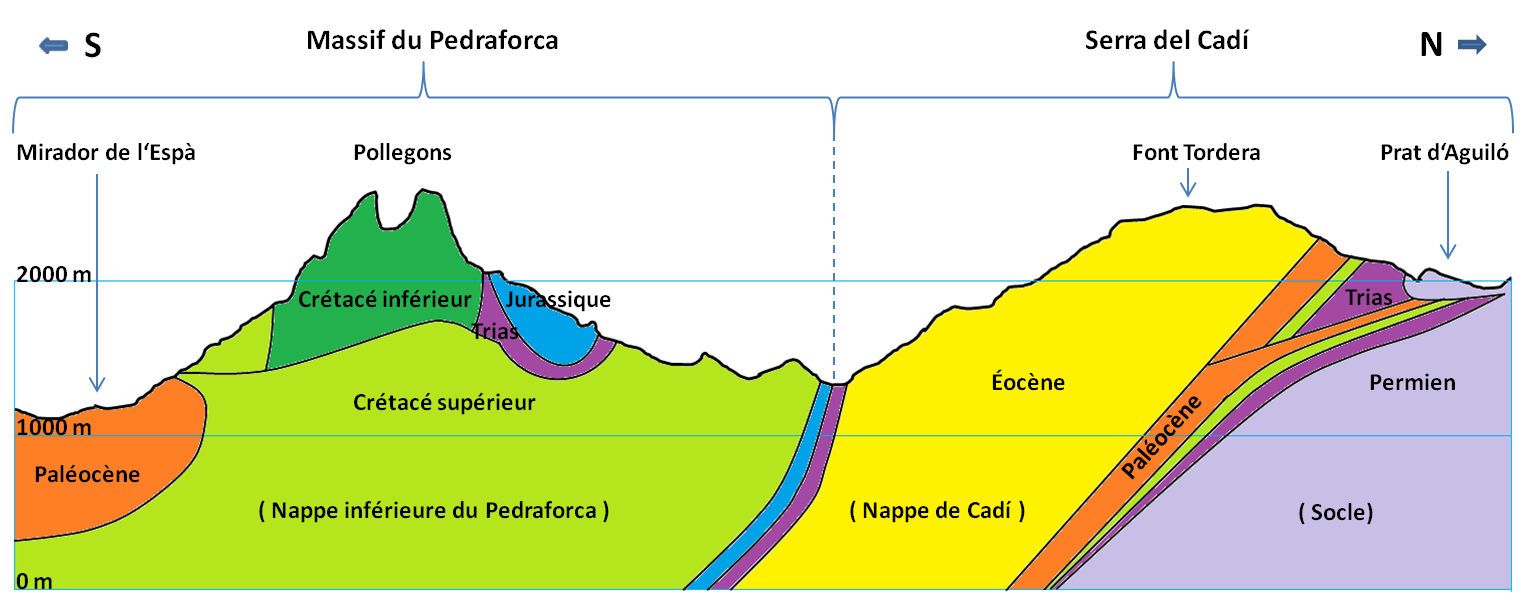
Coupe géologique des massifs du Pedraforca et Cadí, : illustration du chevauchement de la nappe du Pedraforca plus ancienne, à gauche, sur la nappe de Cadí plus récente, à droite. Le socle de la zone axiale des Pyrénées est à l'extrême droite. Couleurs des roches, des plus âgées au plus récentes : gris = Permien, violet = Trias, bleu = Jurassique, vert foncé = Crétacé inférieur, vert clair = Crétacé supérieur, orange foncé = Paléocène, jaune = Éocène.

### Hydrographie

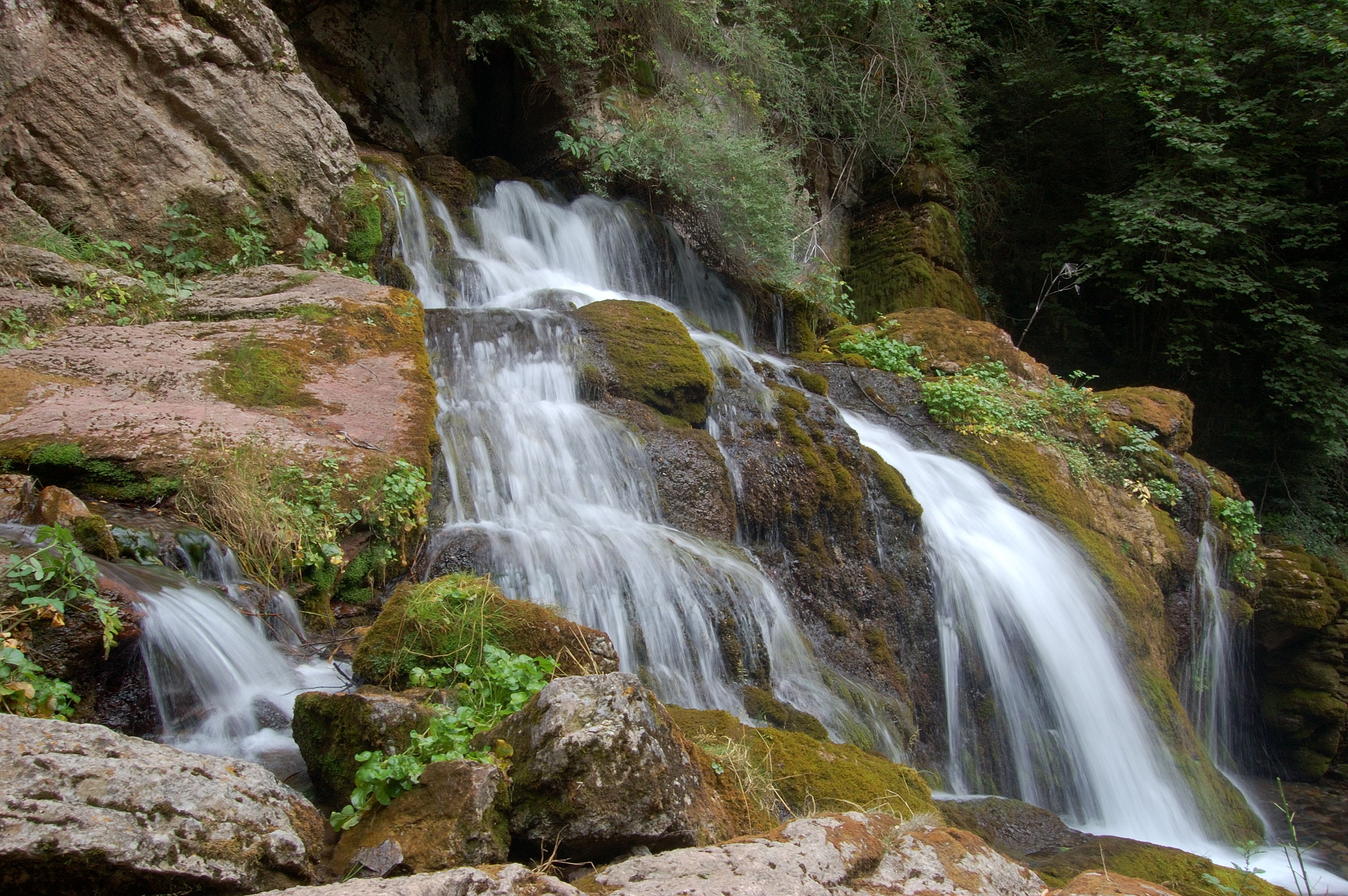
Lieu-dit du Fonts del Llobregat vers la source jaillissante du Llobregat.

Le fleuve Llobregat est l'un des plus importants de Catalogne, il prend ses sources sur le versant sud du Puigllançada (ca), à l'extrémité orientale du massif de Moixeró et du parc, à une altitude d'environ 2 000 m. À 1 300 m jaillit une source d'eau souterraine, alimentée par la neige et l'eau de pluie, sous les falaises du village de Castellar de n'Hug.

## Flore et faune

### Flore

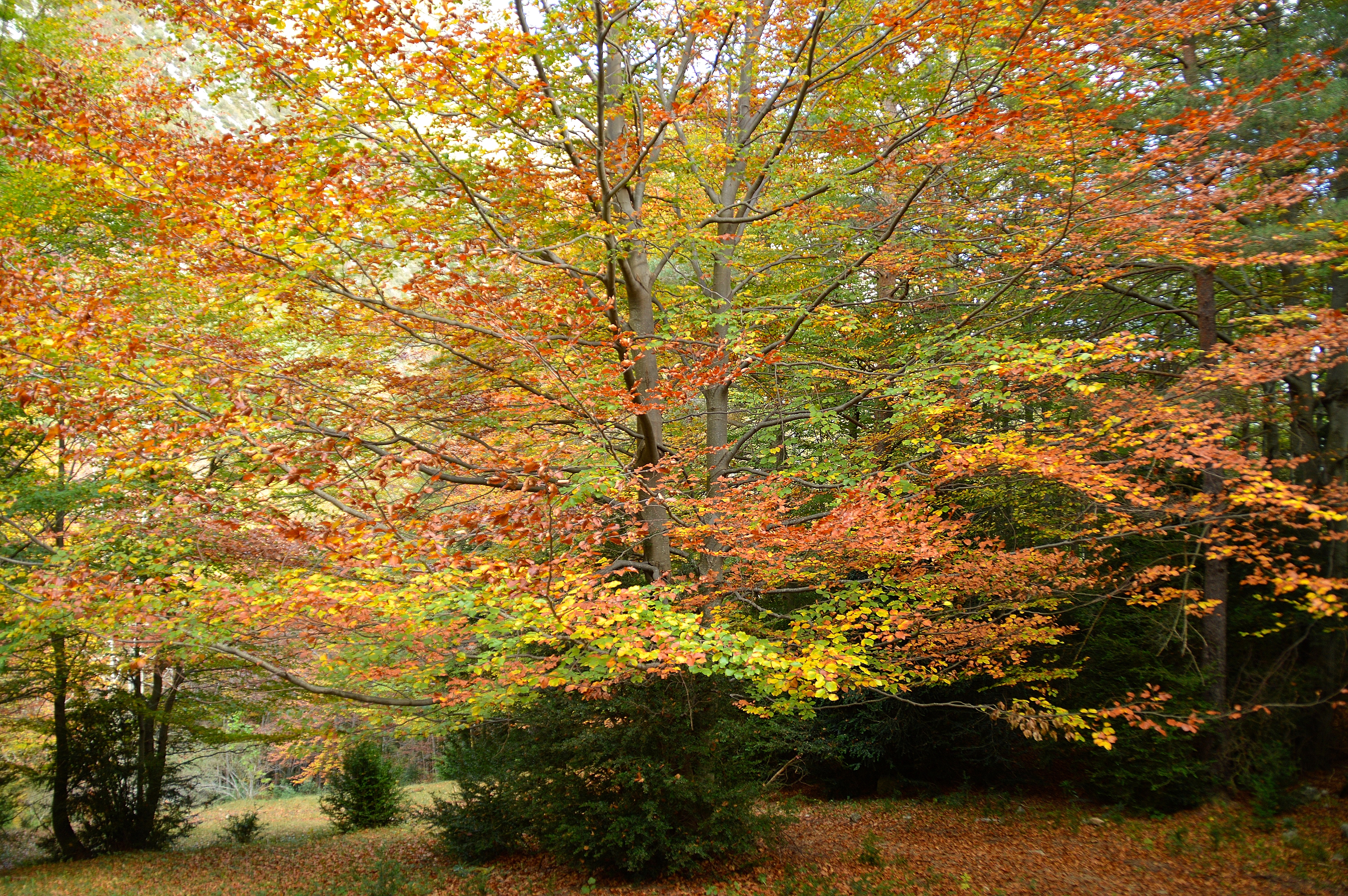
Hêtre commun dans le secteur de Gresolet, à la transition des massifs de Cadí et Pedraforca.

Le plus important écosystème sont les forêts de conifères composées principalement du sapin commun (Abies alba) et du pin à crochet (Pinus uncinata), suivis par le Pin sylvestre (Pinus sylvestris) et l'Épicéa commun (Picea abies). 
On trouve aussi des feuillus comme le Hêtre commun (Fagus sylvatica) dans les zones ombragées, et aussi dans les parties inférieures du parc le chêne pubescent (Quercus humilis), qui occupe une grande partie des pentes, l'Érable à feuilles d'obier (Acer opalus), le Noisetier (Corylus avellana), l'Aubépine monogyne (Crataegus monogyna) et le Genévrier commun (Juniperus communis).
Dans les sous-bois se trouvent des espèces comme le Buis commun (Buxus sempervirens), le Rhododendron ferrugineux (Rhododendron ferrugineum), l'Hellébore vert (Helleborus viridis) et la Croisette de printemps (Cruciata glabra).
Le parc est aussi connu pour ses fleurs de montagnes, comme la Phalangère à fleurs de Lis (Anthericum liliago), le Gaillet croisette (Cruciata laevipes), l'Œillet de poète (Dianthus barbatus), le Genêt ailé (Genista sagittalis), le Géranium des Pyrénées (Geranium pyrenaicum), le Lotier corniculé (Lotus corniculatus), la Luzule jaune (Luzula lutea), la Dactylorhize de mai (Dactylorhiza majalis), le Rhododendron ferrugineux (Rhododendron ferrugineum), le Rosier des chiens (Rosa canina), la Scutellaire des Alpes (Scutellaria alpina), ou encore la Véronique de Gouan (Veronica ponae).
- Sélection de la flore du parc, au lieu-dit « Prat del Cadí » vers 1 600 m d'altitude

Sélection de la flore du parc, au lieu-dit « Prat del Cadí » vers 1600 m d'altitude
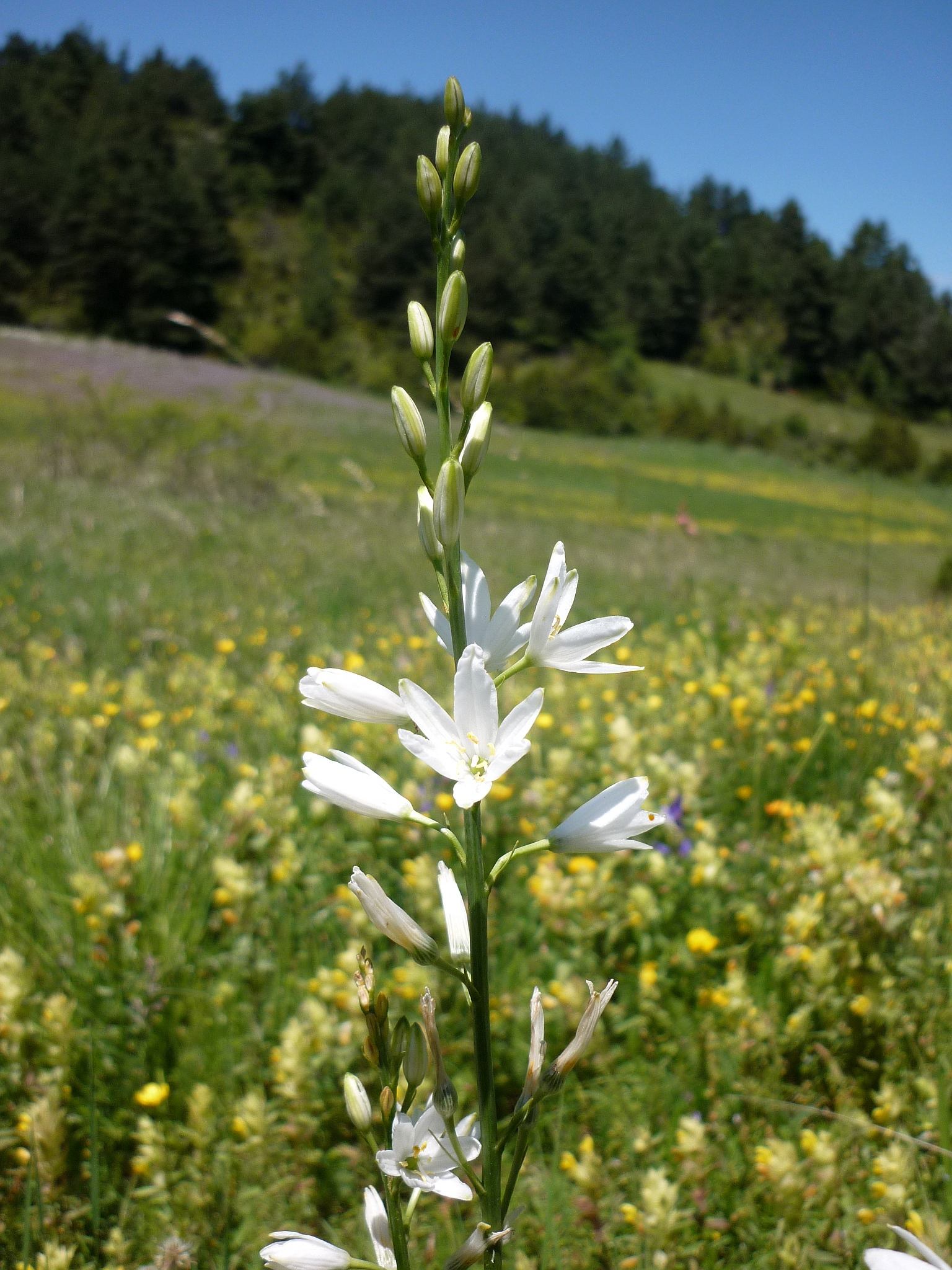
Phalangère à fleurs de Lis (Anthericum liliago)
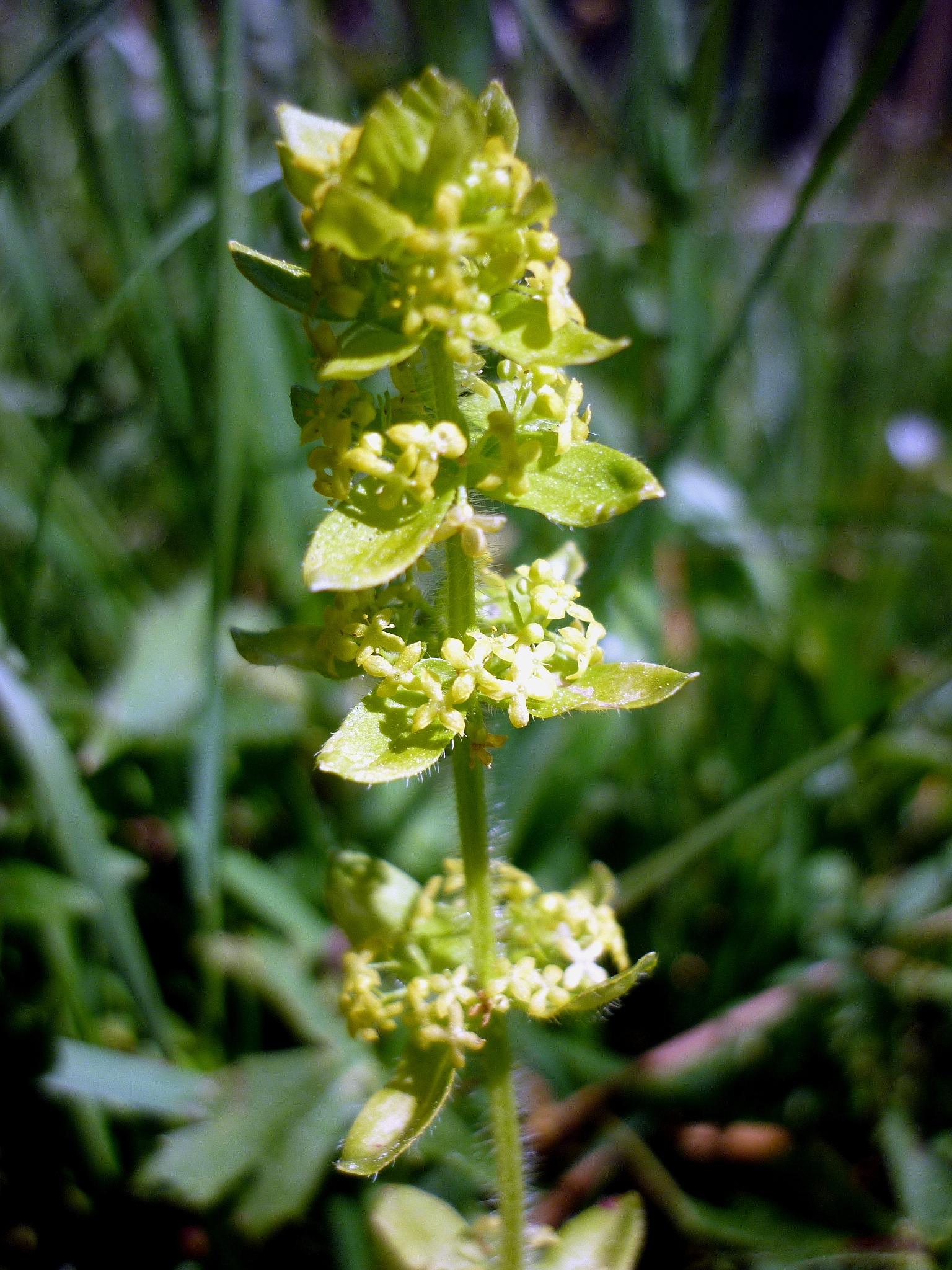
Gaillet croisette (Cruciata laevipes)
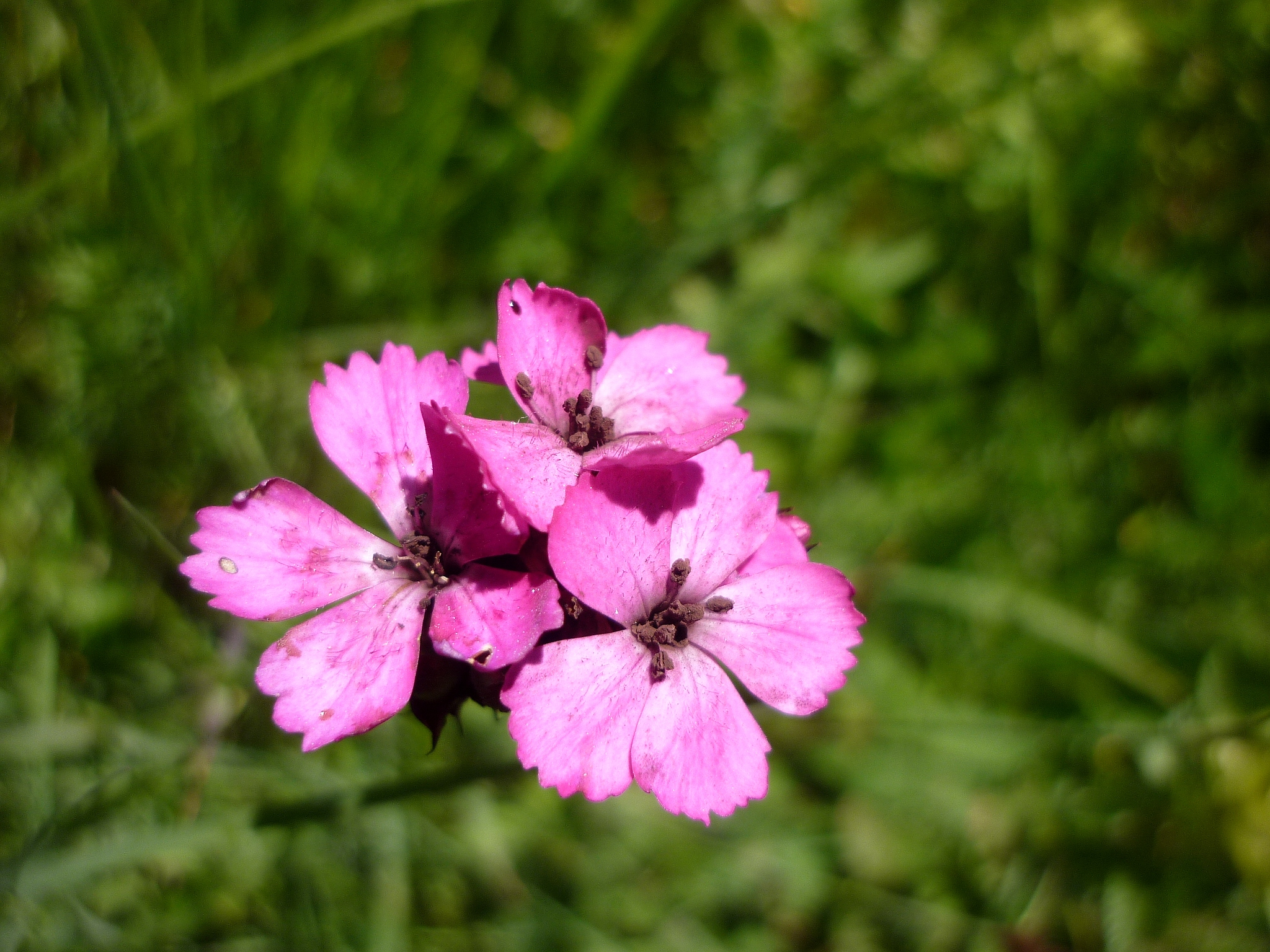
Œillet de poète (Dianthus barbatus)
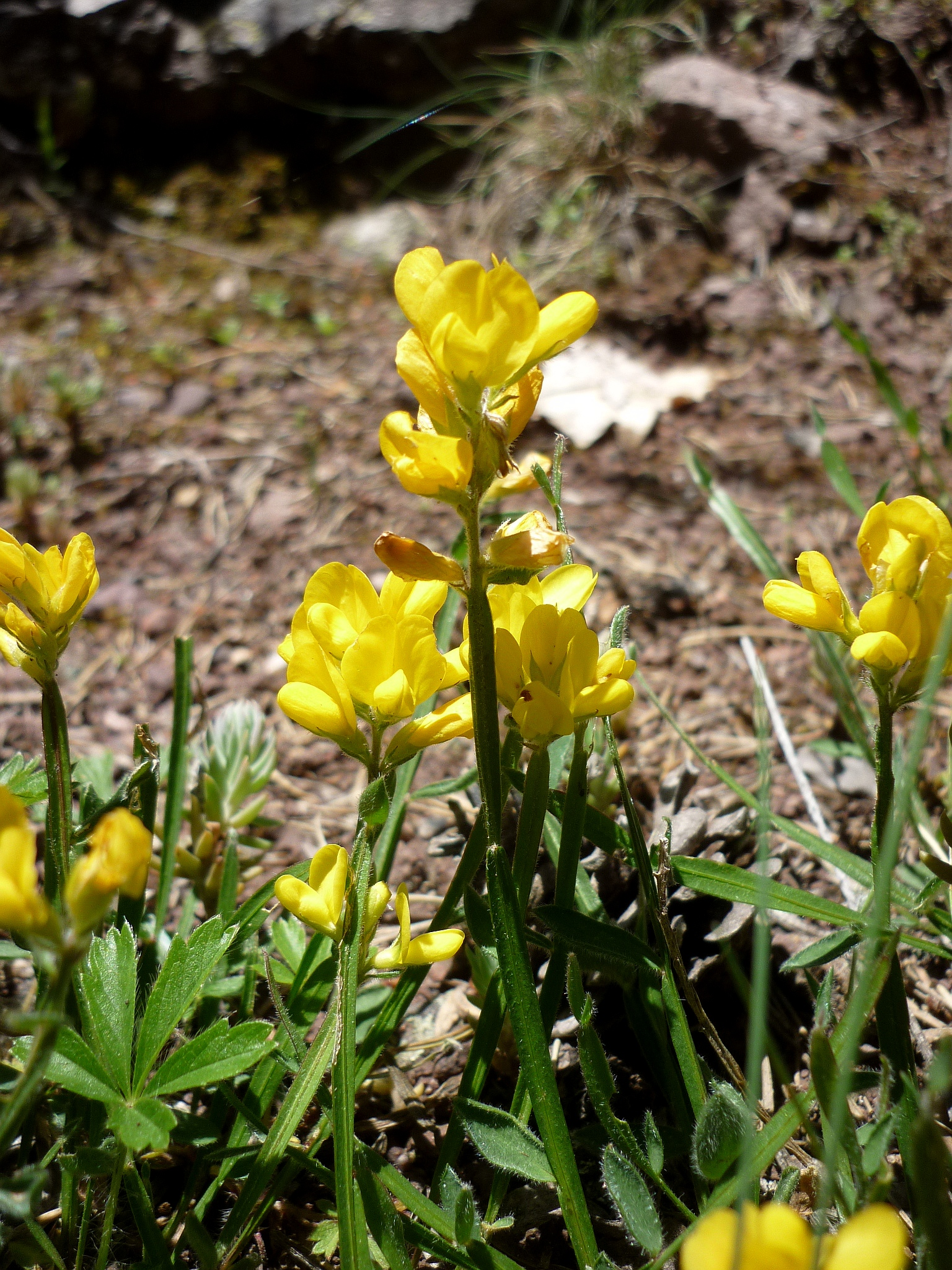
Genêt ailé (Genista sagittalis)
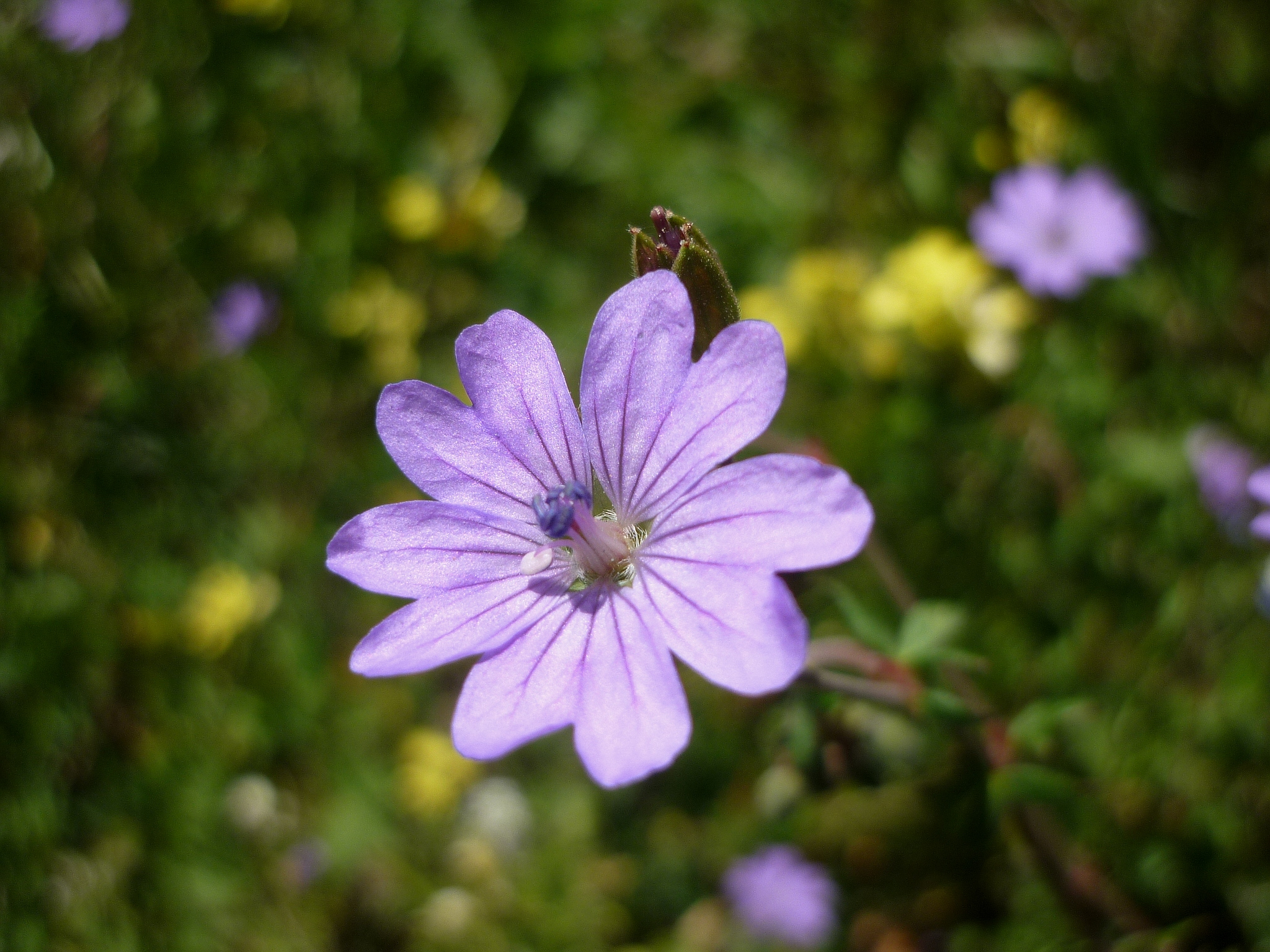
Géranium des Pyrénées (Geranium pyrenaicum)
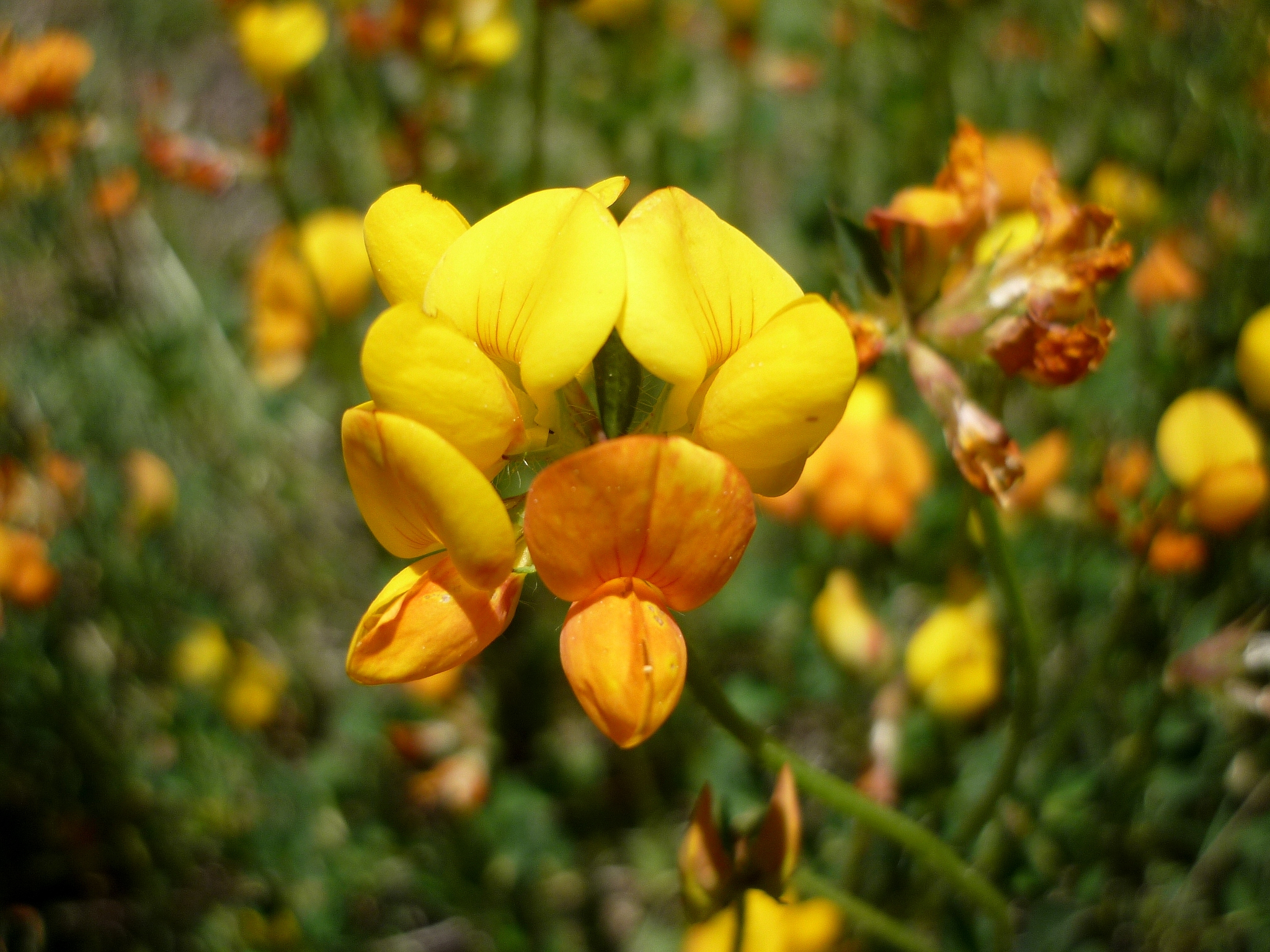
Lotier corniculé (Lotus corniculatus)
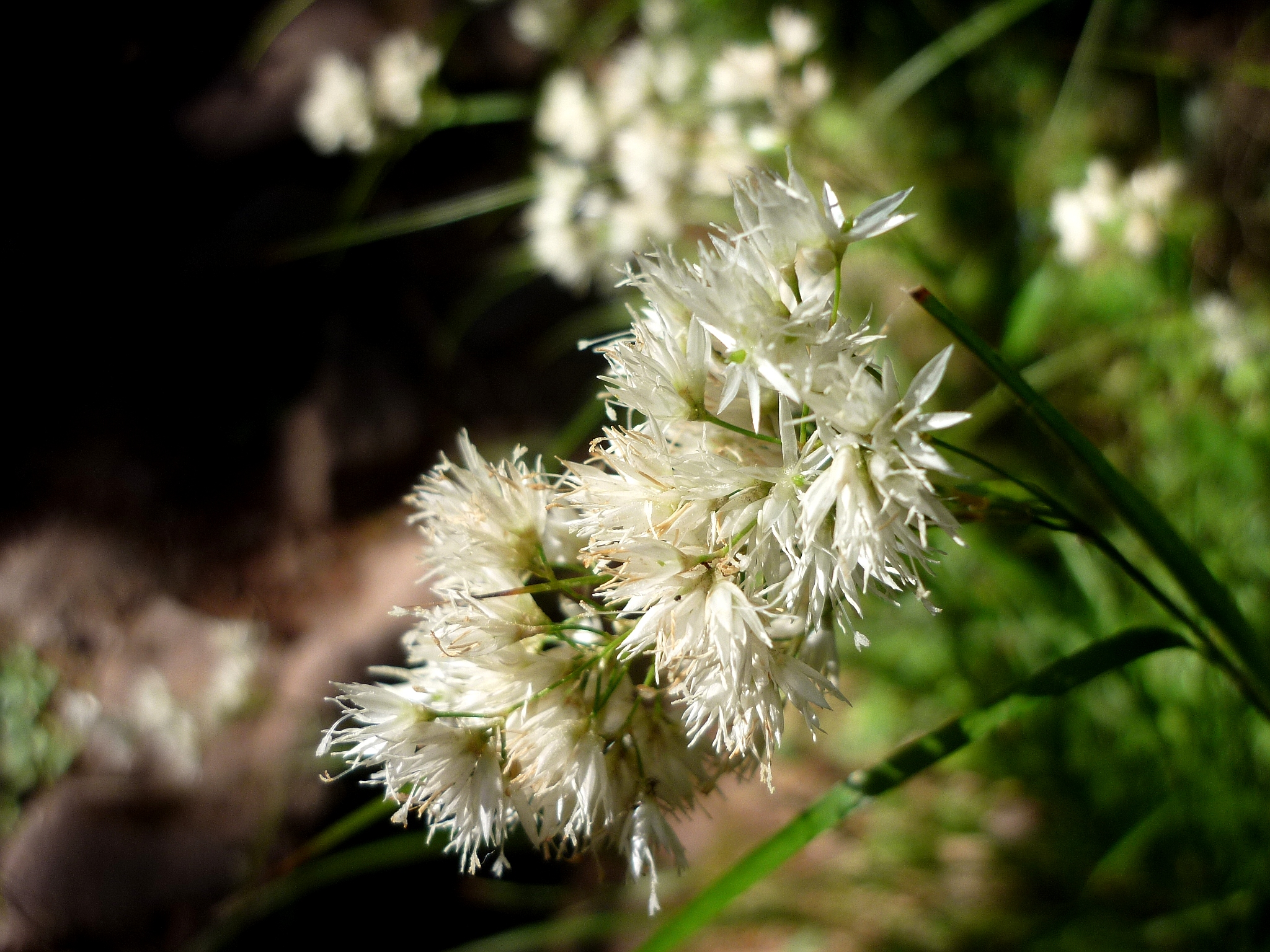
Luzule jaune (Luzula lutea)
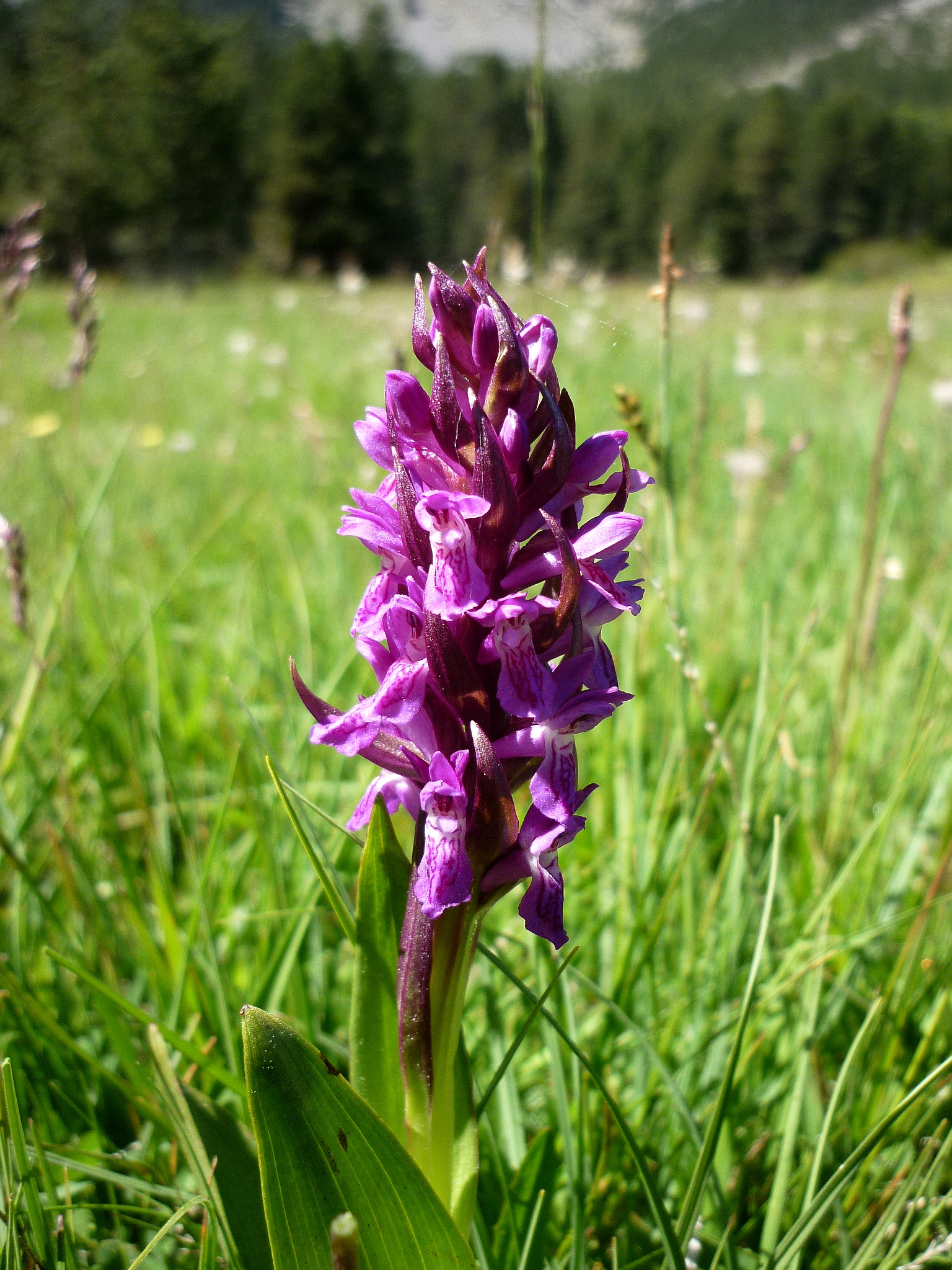
Dactylorhize de mai (Dactylorhiza majalis)
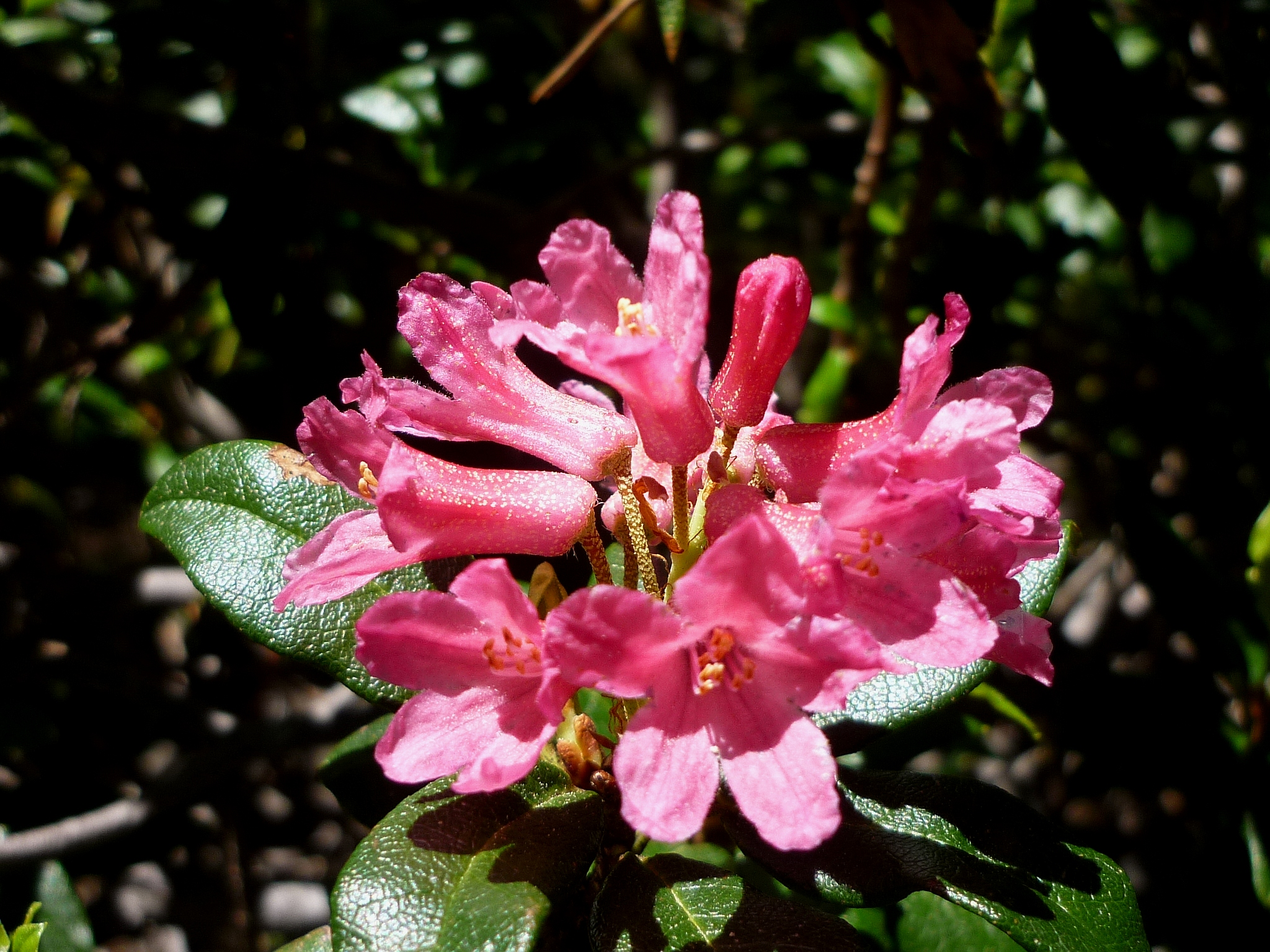
Rhododendron ferrugineux (Rhododendron ferrugineum)
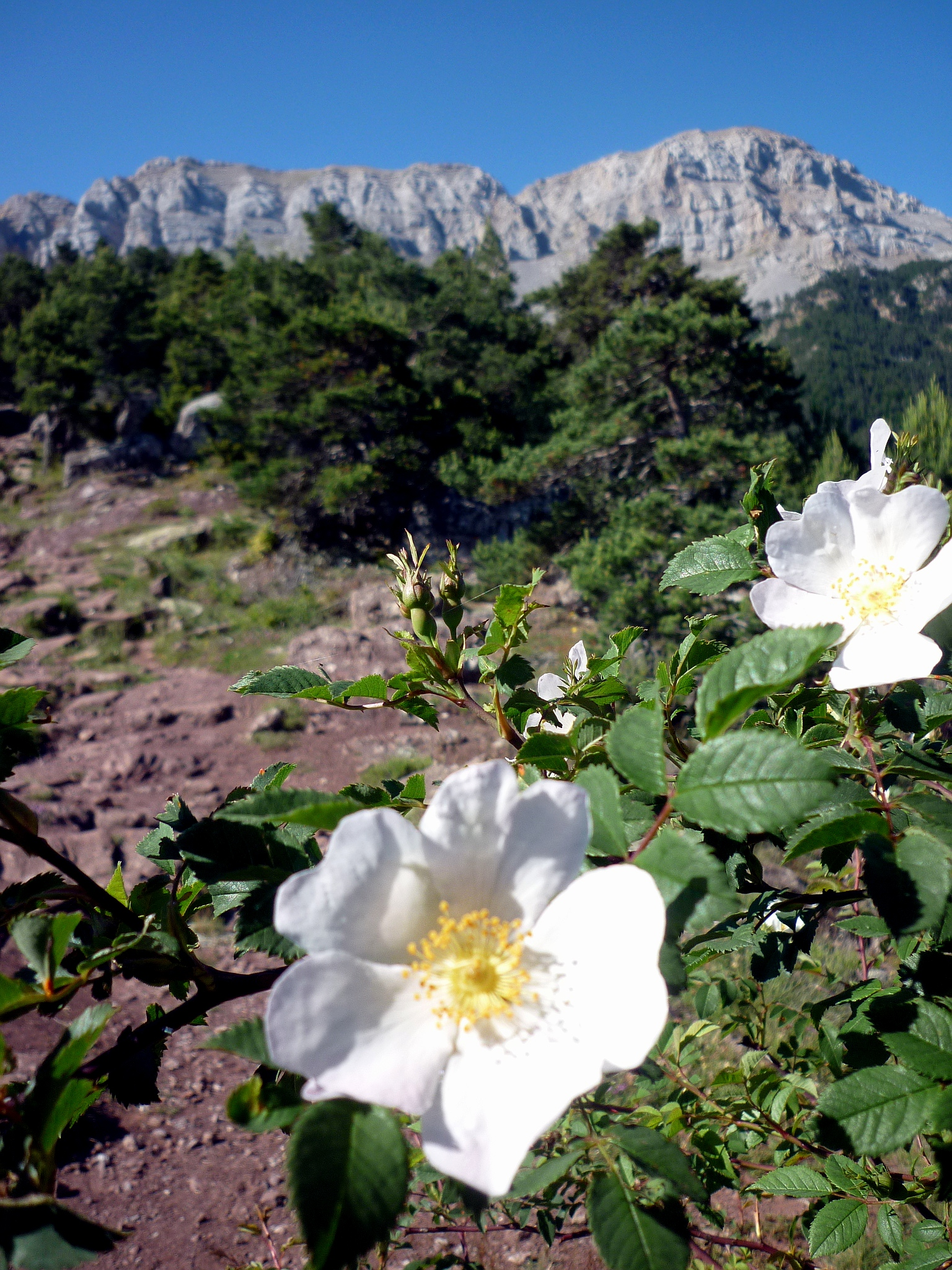
Rosier des chiens (Rosa canina)
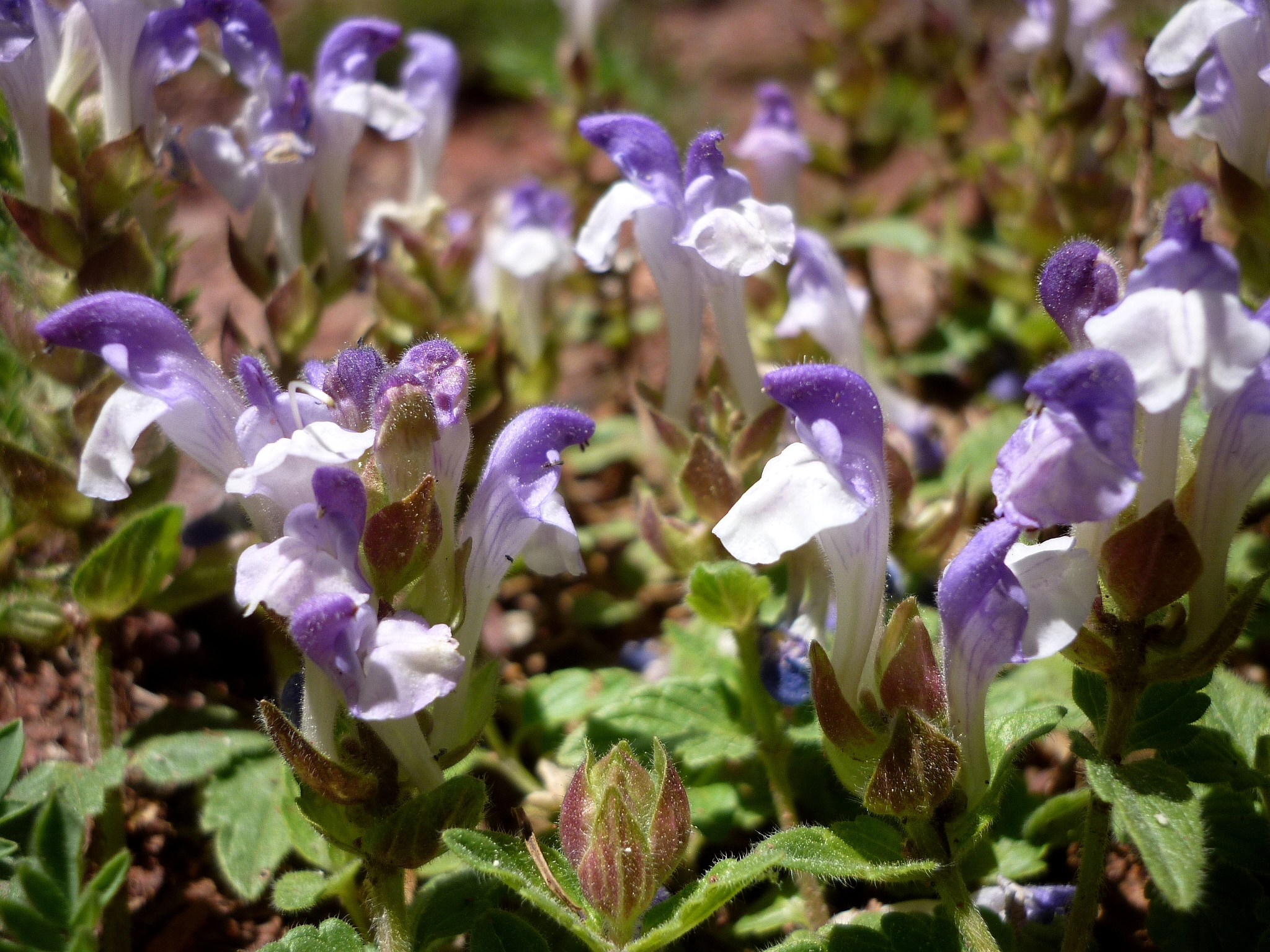
Scutellaire des Alpes (Scutellaria alpina)
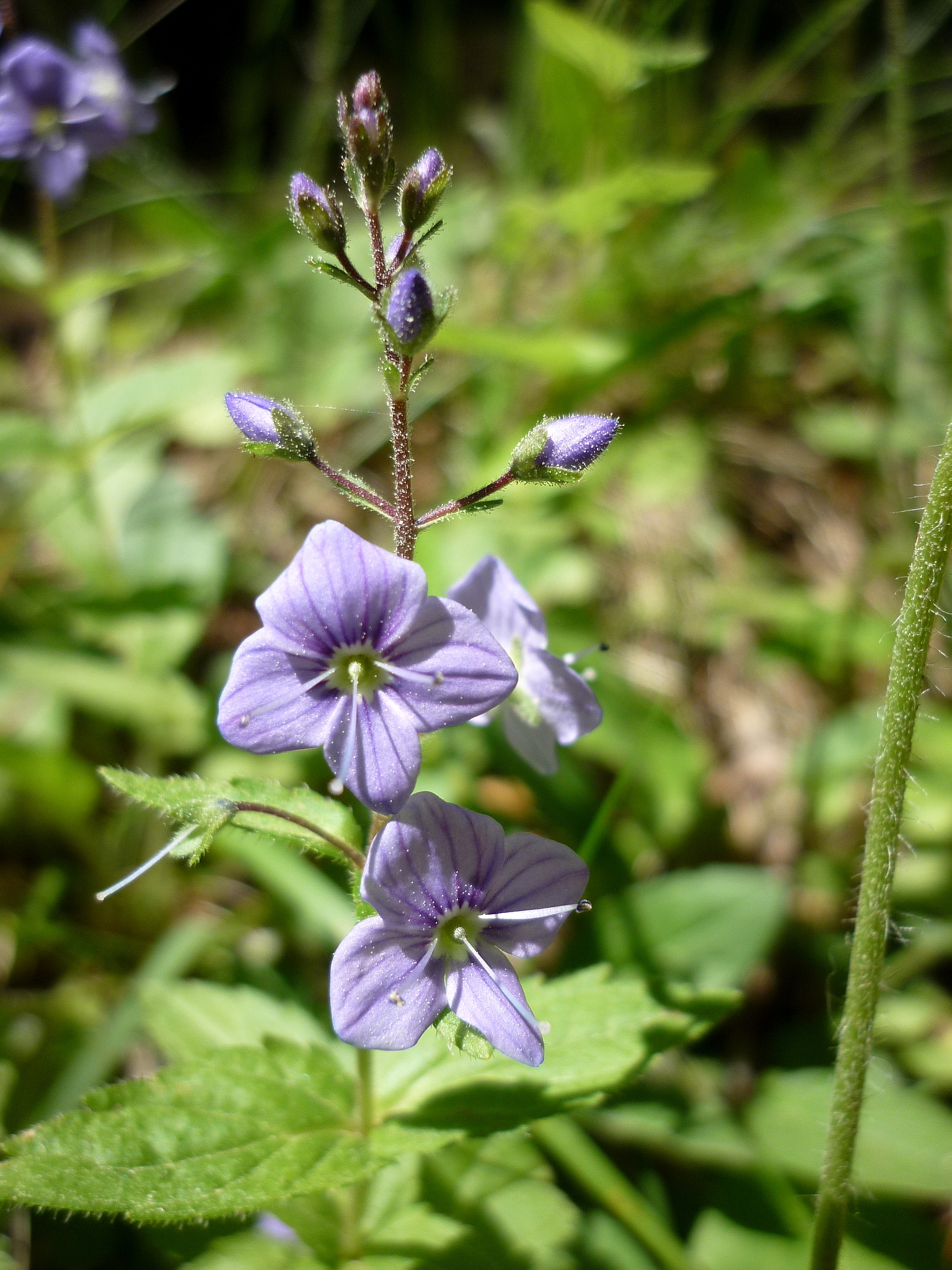
Véronique de Gouan (Veronica ponae)

### Faune

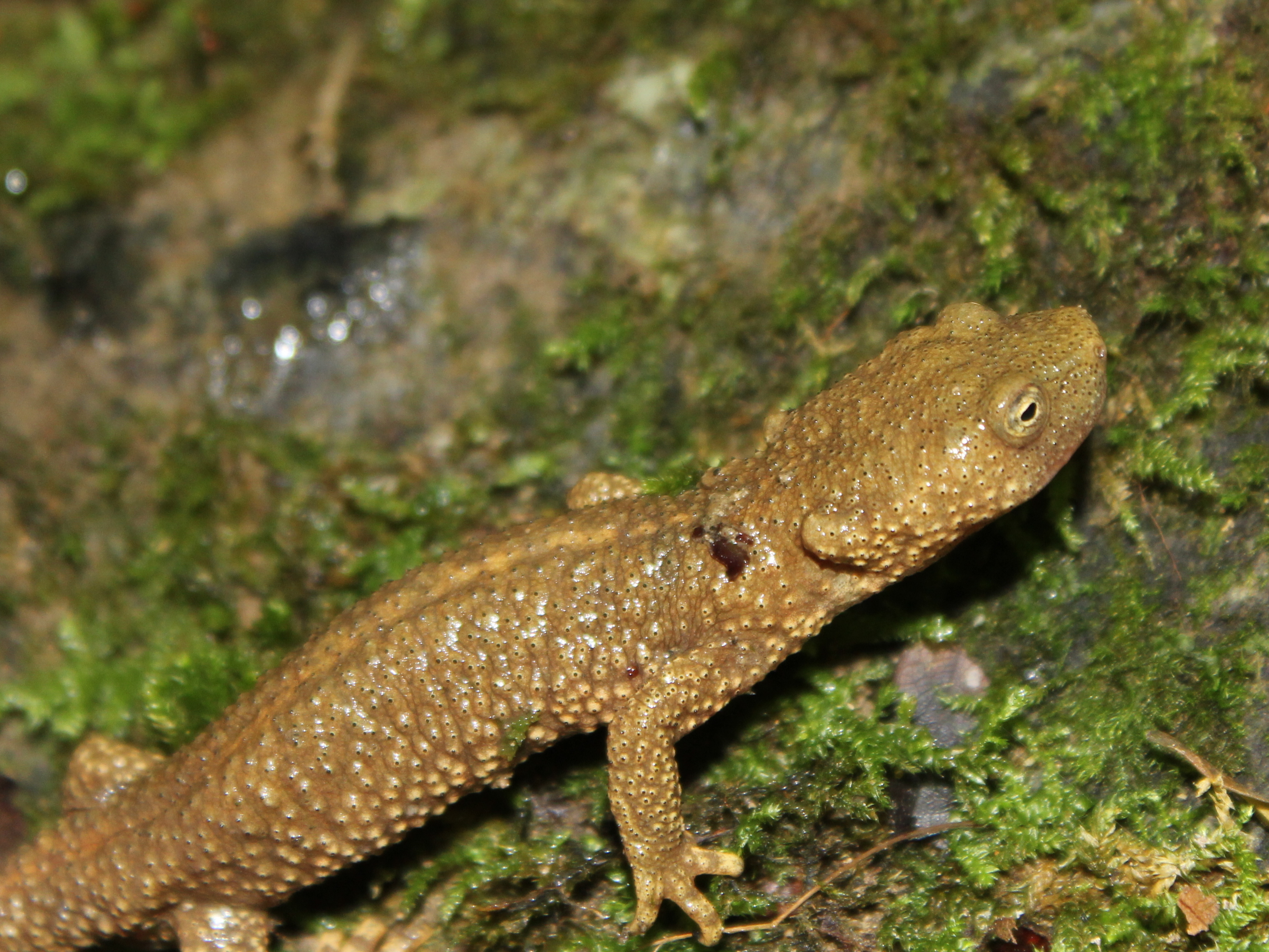
L'euprocte des Pyrénées, amphibien de la famille des Salamandridae et espèce endémique des Pyrénées.

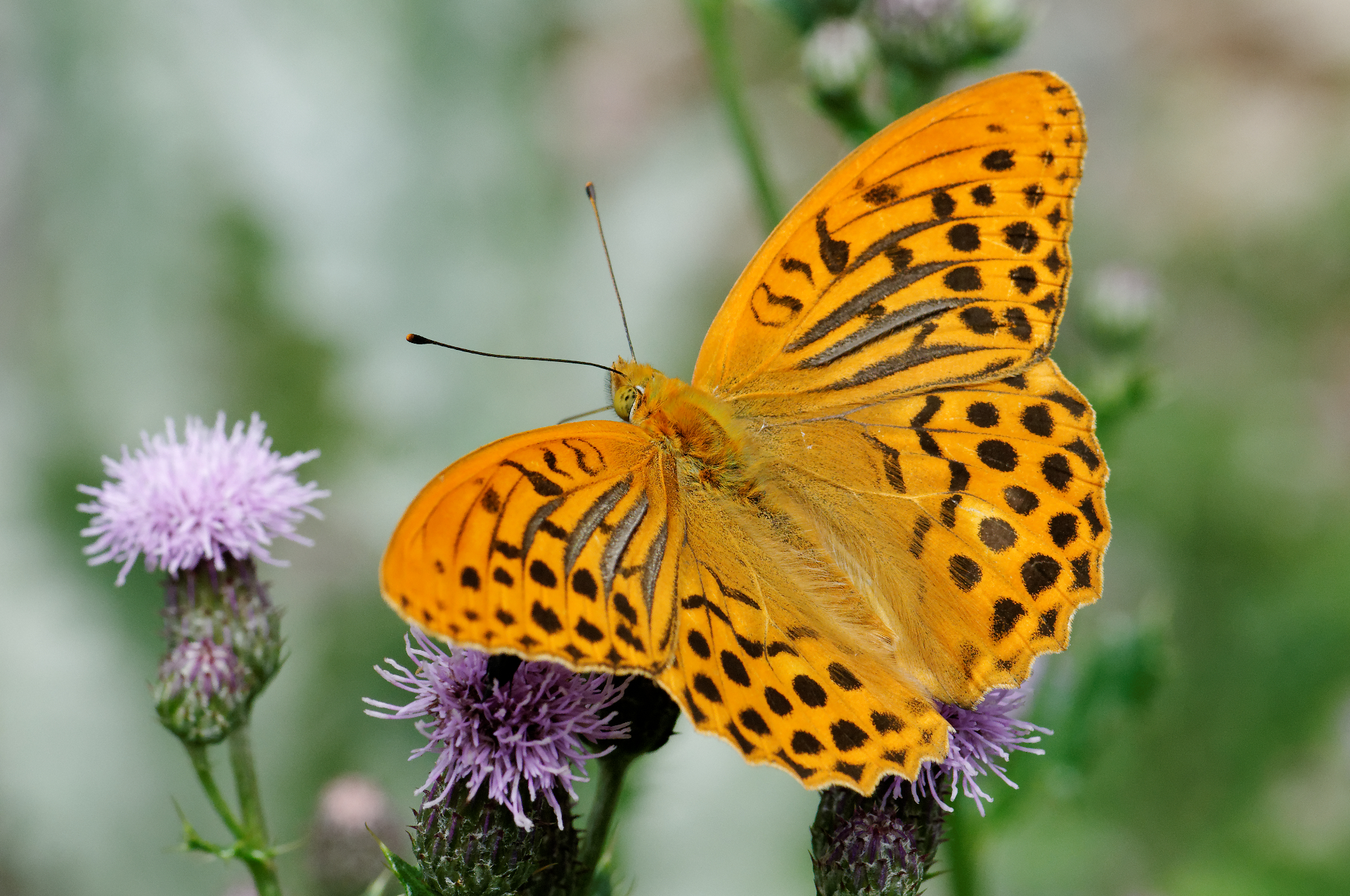
Le tabac d'Espagne, papillon de la famille des Nymphalidae.

La diversité des forêts et des prairies abrite une faune riche dans laquelle dominent clairement les espèces typiques des étages alpins et montagnards, :
- oiseaux : le parc est une zone de protection spéciale pour les oiseaux. À l'étage montagnard, on trouve la sittelle torchepot (Sitta europaea), le pipit des arbres (Anthus trivialis), le bruant jaune (Emberiza citrinella), le bouvreuil pivoine (Pyrrhula pyrrhula), la bécasse des bois (Scolopax rusticola), le pic noir (Dryocopus martius) et le grand Tétras (Tetrao urogallus), qui vivent dans les sapins, les pinèdes et les hêtraies en milieu forestier. Dans le fond des vallées, on peut entendre la nuit le hibou petit-duc (Otus scops) et un grand nombre de chouettes hulottes (Strix aluco). À l'étage alpin, parmi les autres espèces d’oiseaux sédentaires, on trouve le venturon montagnard (Serinus citrinella), le bec-croisé des sapins (Loxia curvirostra), le crave à bec rouge (Pyrrhocorax pyrrhocorax) et le chocard à bec jaune (Pyrrhocorax graculus). Les oiseaux de proie comme le faucon crécerelle (Falco tinnunculus) et le circaète Jean-le-Blanc (Circaetus gallicus) nichent de préférence dans les falaises les plus inaccessibles. Dans les falaises plus fraîches et humides, on trouve le tichodrome échelette (Tichodroma muraria), petit oiseau insectivore qui se déplace le long des parois de manière étonnamment agile. Quant au merle à plastron (Turdus torquatus) et au merle de roche (Monticola saxatilis), ils se reproduisent aussi à haute altitude, mais abandonnent le massif après l'été ;

- mammifères : la plus grande espèce de la faune sauvage est l'isard (Rupicapra pyrenaica), herbivore qui domine les sommets du massif. Les autres mammifères de taille plus petite sont le lapin commun (Oryctolagus cuniculus), l’écureuil roux (Sciurus vulgaris), le campagnol des bois (Clethrionomys glareolus) et la musaraigne commune (Sorex araneus). En ce qui concerne les carnivores, on trouve le renard roux (Vulpes vulpes), la martre des pins (Martes martes), la belette (Mustela nivalis) et le chat sauvage (Felis silvestris) ;

- amphibiens et serpents : l'euprocte des Pyrénées (Calotriton asper), la salamandre commune (Salamandra salamandra), la grenouille rousse (Rana temporaria), le grenouille de Pérez (Rana perezi), le crapaud commun (Bufo bufo), la couleuvre verte et jaune (Coluber viridiflavus) et la coronelle girondine (Coronella girondica). La seule espèce venimeuse présente est la vipère aspic (Vipera aspis), assez répandue dans les Pyrénées ;

- papillons : le Tristan (Aphantopus hyperantus), le Gazé (Aporia crataegi), le Tabac d'Espagne (Argynnis paphia), le Moyen nacré (Fabriciana adippe), le Silène (Brintesia circe), le Soufré (Colias hyale), le Citron (Gonepteryx rhamni), le Citron de Provence (Gonepteryx cleopatra), le Paon-du-jour (Aglais io), le Petit sylvain (Limenitis camilla), le Sylvain azuré (Limenitis reducta), le Cardinal (Argynnis pandora), l'Apollon (Parnassius apollo), la Piéride de la rave (Pieris rapae), la Thècle du chêne (Neozephyrus quercus) ;

- poissons : la truite fario (Salmo trutta), le barbeau méridional (Barbus meridionalis) et le vairon (Phoxinus phoxinus)[8].

Enfin, une espèce d'escargot endémique et rare des Pyrénées est le Pyrenaearia parva. Il n'a été identifié qu'en Andorre et dans le parc de Cadí-Moixeró, spécialement la zone de Pedraforca et Cadí, c'est une espèce vulnérable et protégée.

## Administration du parc

Parcs du nord-ouest de la Catalogne :
Aigüestortes et lac Saint-Maurice, à l'ouest ;
Alt Pirineu et Aran, au nord;
Cadí-Moixeró, à l'est.

Le parc fait une superficie de 41 342 ha pour un périmètre de 187 km. Il est administré par :
- l'organe directeur qui est la Junta Rectora del parc i Consell Directiu, conseil d'administration et de direction, dont le siège est à Bagà ;
- l'organe de gestion qui est le département de l'environnement et logement de la Généralité de Catalogne, direction de l'environnement naturel, services des parcs.

### Historique
En 1932, une première proposition officielle de protection de la zone du Pedraforca figure dans les prévisions de l'aménagement du territoire de la généralité de Catalogne de l'ère républicaine. En 1963, le plan de planification provincial de Barcelone, prévoit la potentielle création d'un parc naturel de Cadí-Pedraforca.
Le 31 mai 1966, une loi promulgue la création de la réserve nationale de chasse de Cadí, qui comprend actuellement le Port del Comte. Cette loi, toujours en vigueur, prévoit que les ressources de la faune et son utilisation à des fins de chasse puissent rester une source de revenus pour les populations habitant sur le site. Le statut d'autonomie de la Catalogne ouvre les portes à la protection définitive de l'espace. En 1980, la Commission d'urbanisme de Catalogne approuve une liste d'espaces présentant un intérêt naturel particulier, parmi lesquels les massifs de Cadí, Moixeró et Pedraforca ; l'ensemble de cette proposition est adoptée par le parlement de Catalogne et incorporée sous la forme d'une annexe à la loi du 24 décembre 1981, établissant des règles supplémentaires pour la protection des espaces présentant un intérêt naturel particulier et que pourraient affecter les activités minières.
Par la suite, la loi catalane 6/82 du 6 mai 1982 crée le « parc naturel d’intérêt national du massif de Pedraforca ». Puis, le décret 353/83 du 15 juillet 1983 crée le « parc naturel de Cadí-Moixeró » et regroupe en une seule zone au statut de parc naturel les massifs de Cadí, Moixeró et Pedraforca. En 2004, l'administration du parc naturel d’intérêt national de Pedraforca fusionne avec celle du parc naturel de Cadí-Moixeró.
Au niveau européen, en septembre 1987, conformément à la directive 79/409 de la Communauté économique européenne, le parc naturel Cadí-Moixeró est déclaré zone de protection spéciale pour les oiseaux. Puis, des années plus tard, par une décision de la Commission européenne du 22 décembre 2003, cette zone intègre le réseau Natura 2000 au sein des régions biogéographiques dite « alpines ».

### Distinction
Le parc naturel de Cádiz-Moixeró a reçu une distinction de la part de la fédération EUROPARC chargée de gérer et d'améliorer l'habitat de la Perdrix grise (Perdix perdix), ainsi que d'autres espèces relatives à la chasse, par le biais d'un débroussaillage planifié du maquis. Les actions ont été menées en 2008 et 2009, une fois la saison de reproduction de l'espèce terminée, entre la fin août et début septembre. Le travail consistait en un débroussaillage mécanique de 8,5 hectares de maquis sur une zone de 25 à 30 hectares. Plus précisément, le maquis fut nettoyé en créant une mosaïque de parcelles ne dépassant pas 2 ha chacune.
Pour l'exécution et le suivi de l'action, différents collectifs et institutions locaux ont été impliqués en tant qu'éleveurs, chasseurs, propriétaires et conseils municipaux. L'action vise à préserver l'oiseau considéré comme une espèce d'intérêt européen par la directive oiseaux de l'Union européenne.